# Holborn (metrostation)
Holborn is een station van de metro van Londen aan de Central Line en de Piccadilly Line dat op 15 december 1906 werd geopend.

## Geschiedenis
In 1897 kreeg de Brompton en Piccadilly Circus Railway (B&PCR) toestemming voor een metrolijn van Piccadilly Circus naar het westen en twee jaar later kreeg de Great Northern and Strand Railway (GN&SR) parlementaire goedkeuring voor een lijn tussen Wood Green (Alexandra Palace) en Strand (Aldwych). In 1898 had de B&PCR al toestemming gekregen om de lijn ten oosten van Piccadilly Circus door te trekken tot Canbourn Street en in 1899 waren vijf metrobedrijven op zoek naar geld om de lijnen te kunnen aanleggen. In 1901 kocht de Amerikaanse investeerder Charles Yerkes beide bedrijven en stelde voor om de B&PCR naar het oosten door te trekken tot Angel, waarbij de biede lijnen elkaar bij zouden kruisen bij de noordelijke helling van de Kingsway Tramway Subway.
In juni 1902 werden de bedrijven ondergebracht in de Underground Electric Railway Company of London (UERL), de holding van Yerkes. UERL kreeg geen toestemming om de B&PCR door te trekken naar Angel en het parlement stelde de voorwaarde om de lijnen tussen Finsbury Park en Hammersmith als een geheel te bouwen. In november 1902 kreeg UERL toestemming voor de tunnel tussen Canbourn Street en Holborn met onderweg station Covent Garden, zodat er een doorgaande lijn ontstond onder de naam Great Northern, Piccadilly and Brompton Railway (GNP&BR). Het doel van de GN&SR voor een noord-zuidlijn via Strand naar Waterloo bleef echter bestaan. Station Holborn vormde de splitsing in de GNP&BR ter hoogte van de kruising met de Central London Railway (CLR), de latere Central Line.

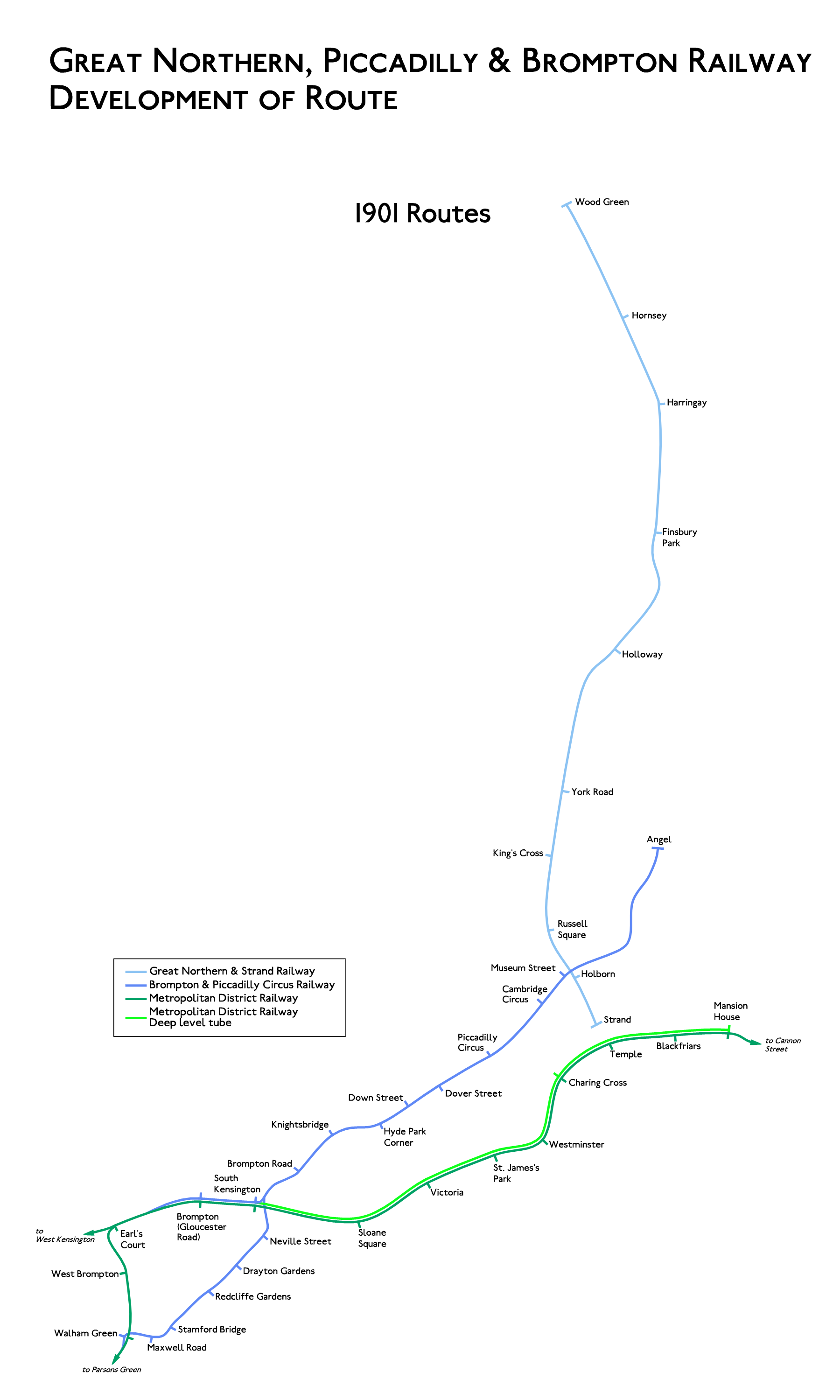
Yerkes plan uit 1901
Schematische weergave van de oorspronkelijke indeling
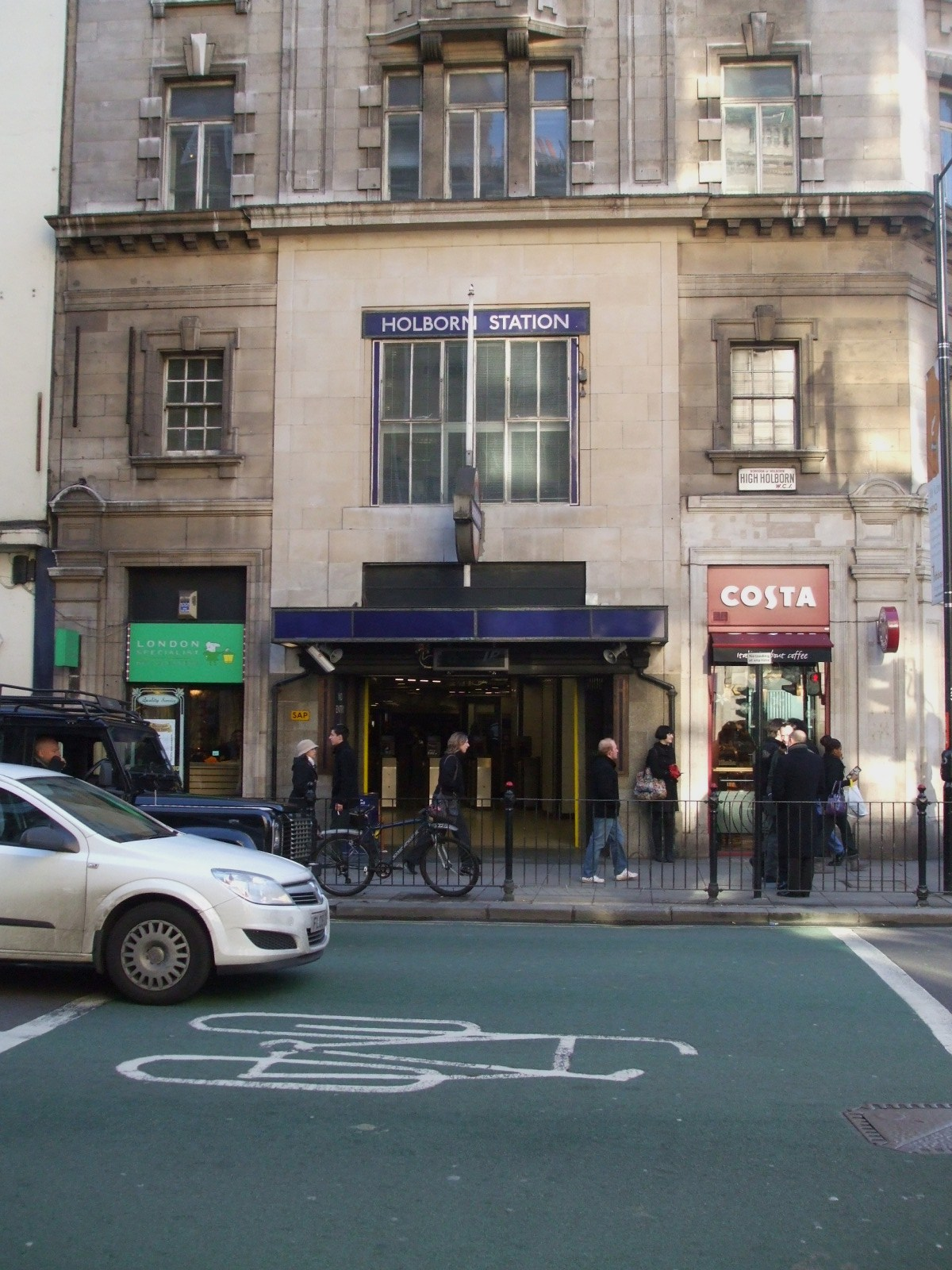
De ingang aan High Holborn

## Aanleg
De koppeling van de GN&SR en de B&PCR betekende dat het deel van de GN&SR ten zuiden van Holborn als zijtak werd gebouwd. UERL begon in juli 1902 met de aanleg van de lijn die in de herfst van 1906 goeddeels was voltooid. De bouw van de zijtak begon later omdat de London City Council eerst de sloppenwijken op het tracé van de Kingsway sloopte en bovendien zelf tussen tussen 1902 en 1905 de Kingsway Tramway Subway bouwde die ongeveer dezelfde route neemt. UERL besteedde die periode aan het ontwerp van station Holborn en met name de inpassing van de aftakking in het station. Het eerste ontwerp van de GNP&BR-plan voor het station kende twee perrons die gedeeld zouden worden door metro's van de hoofdlijn en die van de pendeldienst naar Strand met overloopwissels ten zuiden van het station. De invloed die de pendeldienst zou hebben op de diensten op de hoofdroute, leidde tot een herontwerp. Zodoende kwamen er twee sporen voor de metro's naar het noorden, één voor de hoofdlijn en één voor de zijlijn, en één perron voor de metro's naar het zuiden. De twee sporen naar het noorden zouden 75 meter ten noorden van de perrons samenvloeien.
Toen in 1905 de bouwvergunning voor het knooppunt werd voorbereid, werd de indeling opnieuw veranderd. De tunnel voor het spoor naar het westen kwam op 41 meter diepte te liggen zodat die conflictvrij naar Covent Garden gebouwd kon worden. De andere sporen kwamen op 35 meter diepte, waarbij voor de zijtak twee eigen perrons kwamen naast het perron aan het spoor in noordelijke richting. Het westelijke spoor van de zijtak is bij Holborn een kopspoor zodat reizigers van de pendeldienst via een dwarsverbinding makkelijk konden overstappen op de diensten naar het noorden of uit die diensten op de pendeldienst. Het oostelijke perron van de zijtak was eveneens met een dwarsverbinding verbonden met het perron voor de metro's naar het noorden. Het oostelijke spoor is ten noorden van het station verbonden met de hoofdlijn, terwijl ten zuiden van het station een overloopwissel ligt naar het andere spoor van de aftakking.
Zoals de meeste andere stations van de GNP&BR werd het stationsgebouw ontworpen door Leslie Green. Holborn was wel uniek omdat het van steen en niet met de bloedrode geglazuurde terracotta gebouwd is. Dit is het gevolg van de stedenbouwkundige voorschriften die de London County Council had uitgevaardigd voor alle gevels langs Kingsway. De in- en uitgangen op de beganegrond werden gebouwd uit graniet, terwijl de, voor Leslie Green kenmerkende, bogen met ramen op de eerste verdieping van portlandsteen werden gebouwd. Zoals voor de Eerste Wereldoorlog gebruikelijk werden de reizigers met liften vervoerd tussen de stationshal en de perrons. Naast de liften werd een wenteltrap gebouwd als nooduitgang. De vier trapeziumvormige liften werden geleverd door de Amerikaanse fabrikant Otis. Ze werden paarsgewijs in de twee ronde liftkokers gehangen.
Ondanks dat de tunnels van de CLR op 26 meter diepte onder High Holborn lopen werd er geen overstap gebouwd tussen de concurrenten. Overstappers moetsen 250 meter over straat tussen Holborn en het westelijker gelegen British Museum. Het station werd geopend op 15 december 1906, al werd de zijtak pas op 30 november 1907 in gebruik genomen. De overstap via de straat en liften in de respectievelijke stations werd al in 1907 als zwak punt in het netwerk gezien en destijds werden al plannen gemaakt voor een overstaptunnel tussen beide lijnen. In 1913 kocht UERL de CLR zodat de lijnen dezelfde eigenaar kregen. In november 1913 stelde UERL aan het parlement voor om de doorsnee van de tunnels langs de CLR te vergroten ten behoeve van perrons die ter vervanging van British Museum bij Holborn zouden komen. De Eerste Wereldoorlog verhinderde echter de uitvoering van het plan.

## Roltrappen
In 1929 was de verlenging van de GNP&BR aan beide zijden aan de orde. Deze verlenging betekende ook dat de snelheid op de lijn verhoogd moest worden om aanvaardbare reistijden naar de nieuwe eindpunten te houden. Om de doorstroming op de stations in het centrum te verbeteren werd besloten om ze te voorzien van roltrappen. Daarnaast kon de dienst ook versneld worden door de sluiting van enkele stations in het centrum. De ombouw van Holborn met roltrappen werd aangegrepen om het plan voor de overstapmogelijkheid op de CLR uit 1913 alsnog uit te voeren. De gevels van het station aan Kingsway en High Holborn werden deels herbouwd naar modernistische ontwerpen van Charles Holden, waarbij de granieten elementen werden vervangen door eenvoudige Portland-stenen gevels met glazen elementen. De liften die aan de binnenkant tegen de gevel lagen werden verwijderd en voor de roltrappen werd gekozen voor een zig zag constructie. De stationshal werd vergroot om reizigers van beide lijnen te kunnen verwerken. Aan de oostkant van de hal ligt een roltrapgroep van vier roltrappen die onderaan uitkomt op een tussenverdieping op 20 meter diepte. Deze tussenverdieping is met vaste trappen verbonden met de perrons van de CLR en een tweede roltrapgroepvan drie roltrappen in tegenovergestelde richting verbindt de tussenverdieping met de onderkant van de oorspronkelijke liftkokers. Tussen de onderkant van de liften en de perrons liggen reizigerstunnels en vaste trappen.

## London Transport
Om de nieuwe perrons van de CLR te bouwen, werden de stationstunnels met een grotere diameter handmatig uitgegraven rond de bestaande tunnels terwijl de metro's bleven rijden. Toen de uitgravingen voltooid waren werden de oorspronkelijke schachtringen verwijderd. Op 1 juli 1933 gingen de metrobedrijven op in London Transport die de CLR omdoopte in Central Line en de GNP&BR in Piccadilly Line. De nieuwe perrons werden op 25 september 1933 in gebruik genomen ter vervanging van die van het British Museum, dat de dag ervoor was gesloten. In 1938 was het aantal overstappers tussen beide lijnen vertienvoudigd ten opzichte van de overstap bovengronds.
De naam Holborn (Kingsway) verdween in 1961 van de metrokaarten maar tot in de jaren 80 van de twintigste eeuw was de toevoeging nog te vinden op de roundels in het station. Het station werd in de jaren tachtig opgeknapt waarbij langs de hoofdlijn van de Piccadilly en de Central Line de perronwanden werden bekleed met panelen van geëmailleerd metaal. Kunstenaar Allan Drummond voorzag de panelen van afbeeldingen met Egyptische en Romeinse oudheden, sarcofagen en standbeelden geflankeerd met trompe-l'oeil-zuilen als verwijzing naar het British Museum

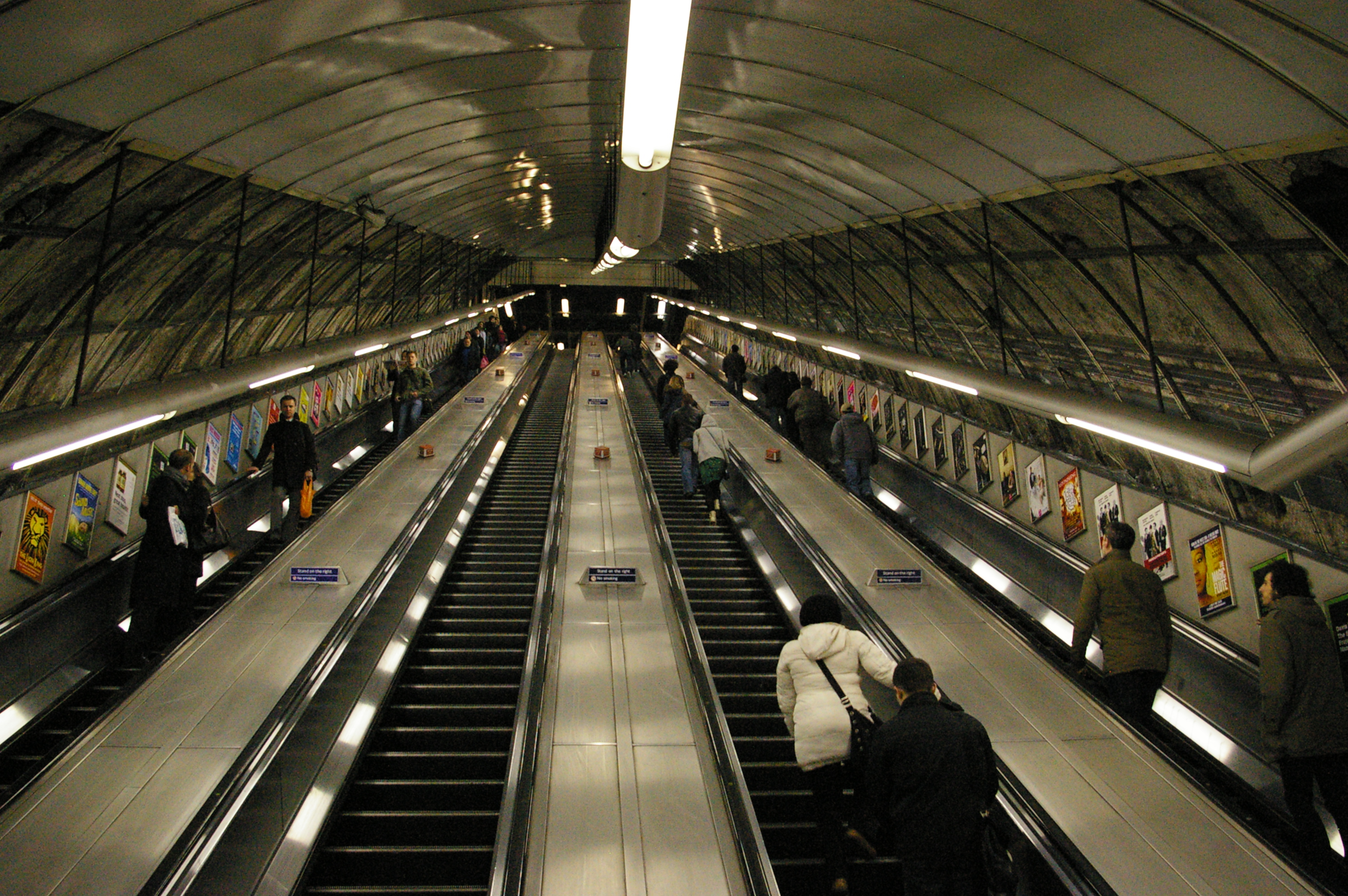
De bovenste roltrappen in 2006
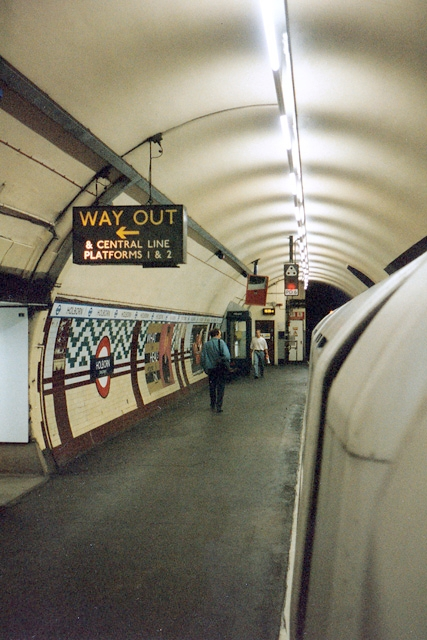
Het perron voor de zijlijn in 1994
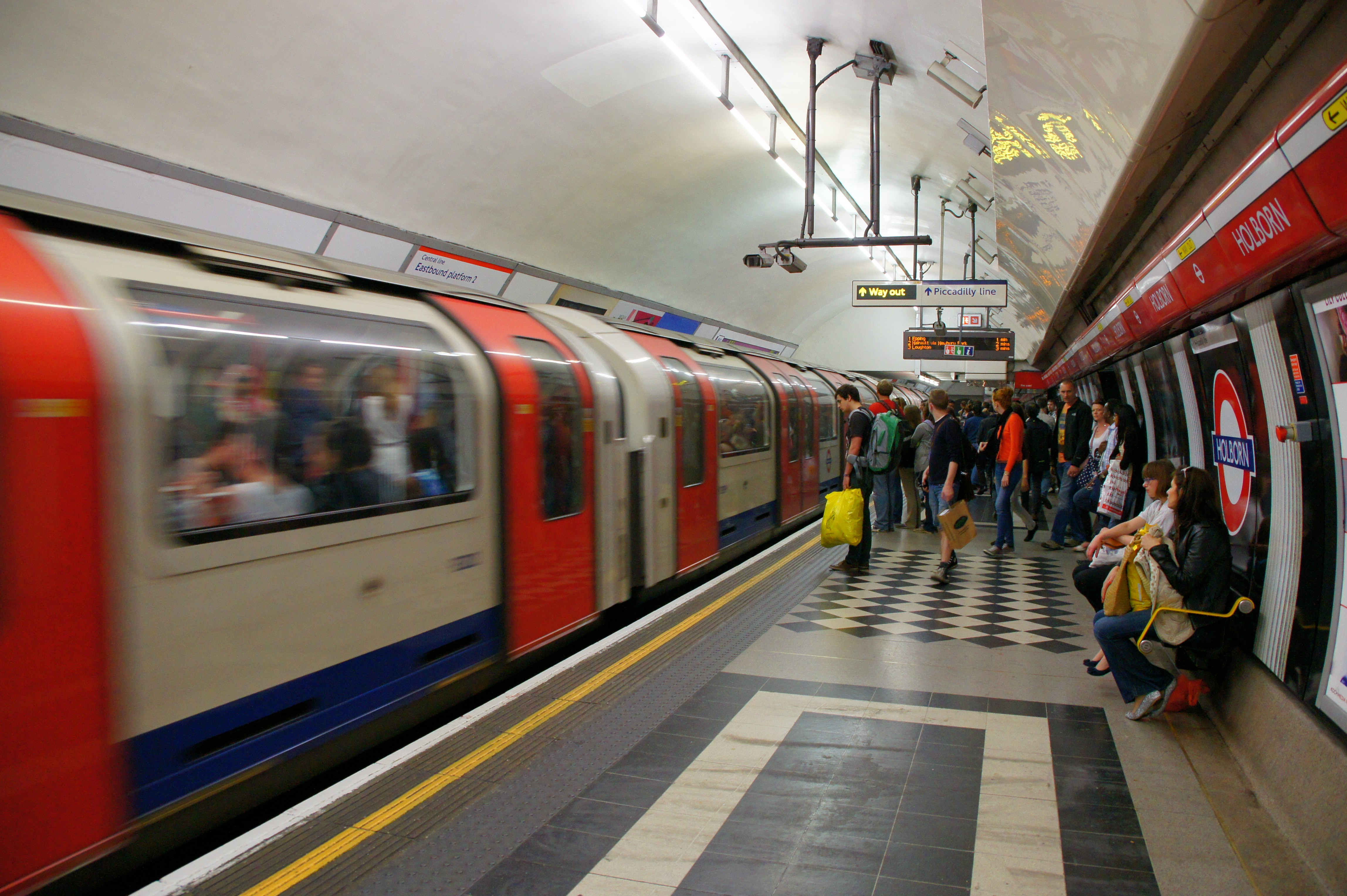
Central Line met het British Museum motief langs het perron

## Zijlijn
Aanvankelijk reden de pendeltreinen op de zijtak vanaf het doorgaande spoor in Holborn. Tijdens de spitsuren reed afwisselend een extra trein in de westelijke tunnel van de zijtak vanaf het kopspoor in Holborn. Vanaf 30 november 1907 tot oktober 1908 reed op maandag- tot zaterdagavond laat een metro voor theaterbezoekers van Strand via Holborn en in noordelijke richting naar Finsbury Park.
In maart 1908 begon de pendeldienst tijdens de daluren de westelijke tunnel te gebruiken via de overloopwissel ten zuiden van het staion. Geringe reizigersaantallen leidde tot het opheffen van de tweede pendeldienst tijdens de spits en de oostelijke tunnel werd buiten gebruik gesteld in 1914. De zondagsdiensten werden gestaakt in april 1917 en in augustus van hetzelfde jaar werden de oostelijke tunnel en het kopspoor bij Holborn werden formeel gesloten. Na de sluiting in 1917 werd het perron omgebouwd tot kamers die op verschillende tijdstippen werden gebruikt als kantoren, schuilkelders, opslagruimten, een elektrisch onderstation en een oorlogsherberg. Het aantal reizigers bleef laag en toen in 1929 de sluiting van stations aan de orde was maakten 1.069.650 reizigers per jaar gebruik van de zijtak en bedroegen de ontvangsten £ 4.500.
In 1933 werd opnieuw voorgesteld om de zijlijn te sluiten maar dat geburde niet. Doelmatigheid in oorlogstijd leidde tot de sluiting van de zijlijn op 22 september 1940, kort na het begin van The Blitz. De City of Westminster richtte een deel van het station in als schuilkelder. De tunnels werden gebruikt om voorwerpen uit het British Museum op te slaan, waaronder de Elgin Marbles. De metrodienst werd op 1 juli 1946 hervat maar het aantal reizigers steeg niet. In 1958 kondigde London Transport de sluiting van de zijlijn aan, maar verder dan het schrappen van ritten kwam het niet en er bleef een spitsdienst over van maandag tot vrijdag en op zaterdagochtend en enkele ritten in de vroege middag. De zaterdagdienst verviel in juni 1962.
Na ruim dertig jaar met alleen ritten tijdens de spitsuren werd op 4 januari 1993 de sluiting aangekondigd omdat de oorspronkelijke liften uit 1907 in Aldwych moesten worden vervangen. De kosten van £ 3 miljoen waren niet te rechtvaardigen aangezien per dag slechts 450 reizigers het station per dag gebruikten en London Regional Transport £ 150.000 per jaar op het station moest toeleggen. De minister van Verkeer verleende op 1 september 1994 toestemming voor de sluiting wat op 30 september werd geëffectueerd. Het overgebleven spoor in Holborn wordt sinds 1994 gebruikt om ontwerpen op ware grootte te beoordelen voor nieuwe bebording en advertentiesystemen.

## Roelstoeltoegankelijk
In de nasleep van de brand in station King's Cross in 1987 werd in het Fennell-rapport over de ramp aanbevolen dat de Londense metro "de reizigersstroom en opstoppingen in stations zou onderzoeken en corrigerende maatregelen zou nemen". Er werd een wetsvoorstel ingediend bij het parlement dat werd goedgekeurd als de London Underground (Safety Measures) Act 1991. De wet gaf London Underground de bevoegdheid om het vaak overvolle station te verbeteren en uit te breiden met een nieuwe lokettenhal en nieuwe reizigerstunnels. De uitvoering van de maatregelen liet echter op zich wachten en de inrichting van het station blijft grotendeels hetzelfde als in de jaren dertig.
Volgens Transport for London (TfL) zit het station vol vanwege het grote aantal in- en uitstappers gecombineerd met vele overstappers tussen beide lijnen. Deze moeten allemaal gebruik maken van de tussenverdieping tussen de beide roltrapgroepen. Hierdoor ontstaan opstoppingen en vertragingen. passagiers dat het station verlaat en binnenkomt, evenals het grote aantal passagiers dat overstapt tussen lijnen.
In september 2017 stelde TfL verschillende stationsverbeteringen voor:
- Een tweede ingang aan Procter Street in het noordoosten van het station.
- Liften om het station rolstoeltoegankelijk te maken
- Overstaptunnels om de overstappers beter te kunnen verwerken.

Vanwege de vertraging bij de opening van Crossrail en het domino-effect daarvan op het bedrijfsplan van TfL, wordt verwacht dat de opknapbeurt van Holborn pas in 2023/24 zal beginnen, waarbij de werkzaamheden ongeveer zes jaar in beslag zullen nemen. Na deze werkzaamheden zal het station twee keer zo groot zijn als voor 2017.

## Reizigersdienst
Het station ligt in tariefzone 1 van Londen en is het enige overstappunt tussen de Central Line en de Piccadilly Line. De frequenties variëren afhankelijk van de drukte.
- De Central Line rijdt elke 2 tot 6 minuten met materieel 1992 van 05:53 uur tot 00:30 uur in westelijke richting en van 05:51 uur tot 00:33 uur in oostelijke richting.
- De Piccadilly Line rijdt elke 2-6 minuten met materieel 1973 van 05:42 uur tot 00:28 uur in westelijke richting en van 05:54 uur tot 00:38 uur in noordelijke richting.

Voor de sluiting van het Londense tramnetwerk in 1952 konden reizigers tussen metro en tram overstappen via het onergrondse tramstation Kingsway Tramway Holborn, iets ten zuiden van het metrostation. Dit was het enige deel van Londen met een tramtunnel en het tramstation van Holborn (genaamd Great Queen Street toen het voor het eerst werd geopend) is nog steeds onder de grond aanwezig, hoewel het niet toegankelijk is voor het publiek.

## Incidenten en ongevallen
- Op 9 juli 1980 vond een kopstaartbotsing plaats tussen twee metrostellen van materieel 1962 op de Central Line. De metro van 13:17 uur van Liverpool Street naar White City stond langs het zuidelijke perron van de Central Line toen de dienst die om 12:49 uur uit Hainault was vertrokken naar Ealing Broadway het metrostel aanreed. De achterste metro had al twee rode seinen gepasseerd en de automatische treinbeïnvloeding had al ingegrepen, maar die remming kwam te laat om een botsing te voorkomen. De bestuurder van de achterste metro en 20 reizigers raakten gewond. De metrodienst kon pas de volgende dag worden hervat. Een onderzoek concludeerde dat het ongeval werd veroorzaakt doordat de machinist zijn trein niet onder controle had.
- Op 21 oktober 1997 werd een 9-jarige jongen, Ajit Singh, meegesleurd toen een sluiting van zijn jas klem kwam te zitten tussen de deuren van een metrostel op de Piccadilly Line, hierdoor kwam hij om het leven.

## Cultuur
Het ongebruikte perron van de zijlijn en andere delen van het station zijn gebruikt bij het filmen van muziekvideo's voor:
- Howard Jones : " New Song "
- Leftfield : " Release the Pressure ",
- Suede : " Saturday Night "
- Aqua : " Turn Back Time "

De vooroorlogse inrichting van het station en de zijlijn komt voor in een cruciale scène in de roman Rogue Male van Geoffrey Household, waar tijdens de achtervolging van de hoofdpersoon door vijandelijke agenten herhaaldelijk de roltrappen, gangen en de pendeldienst in het station worden gebruikt.

## Deeltjes fysica
Nobelprijs winnaar Patrick Blackett ontwikkelde begin jaren 20 van de 20e eeuw, na een ruzie met zijn mentor Lord Rutherford aan de universiteit van Cambridge, plannen om een kosmische stralingsdetector te installeren op het kopspoor van Holborn. De plannen omvatten een enorme magneet van 11 ton en een nevelvat en werden destijds door de Londense roddelpers geprezen als de inspanningen van een "nieuwe 'Sherlock Holmes', die onder de straten van Londen jaagde op aanwijzingen over de mysteries van het universum.